# Japan Sports Olympic Square

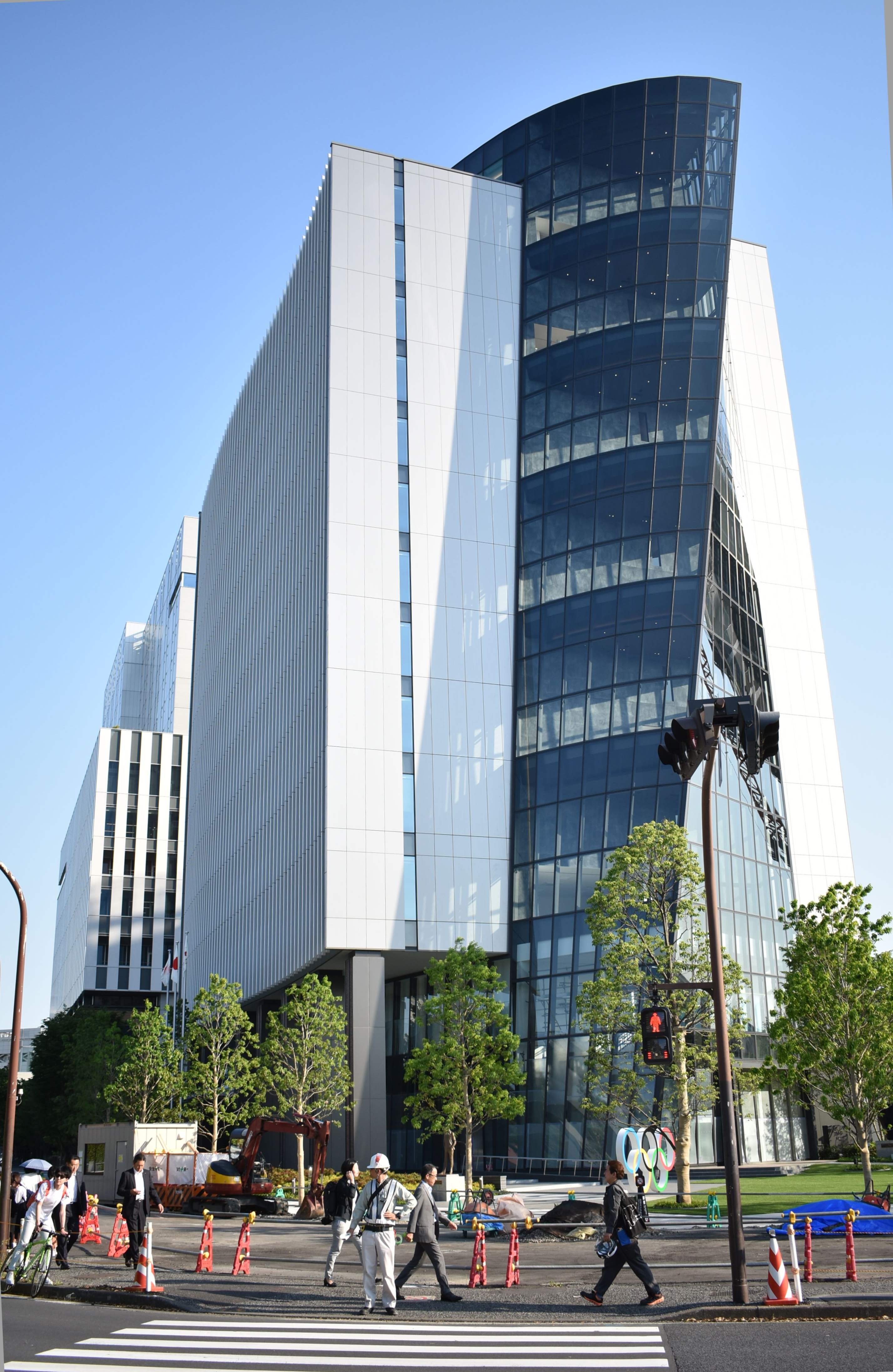
Japan Sport Olympic Square

Der Japan Sports Olympic Square (jap. Japan Sport Olympic Square, japanische Lesung ジャパン・スポーツ・オリンピック・スクエア Japan supōtsu orinpikku sukuea) ist ein Gebäude im Stadtteil Kasumigaoka-machi des Bezirks Shinjuku der japanischen Präfektur Tokio, in dem zahlreiche nationale Sportverbände Japans ihren Sitz haben darunter der nationale Sportdachverband, Nihon Sports Kyōkai (日本スポーツ協会 englisch Japan Sport Association, JSPO), und das Nationale Olympische Komitee samt Olympia-Museum. Das Haus wurde 2019 fertiggestellt und löste das zu den Olympischen Sommerspielen 1964 errichtete Kishi Kinen Taiiku Kaikan als „Zentrale“ des japanischen Sports ab.
Neben dem Gebäude stehen Statuen von Pierre de Coubertin und Kanō Jigorō, gegenüber liegen das für die Olympischen Sommerspiele 2020 erbaute Neue Nationalstadion sowie das Meiji-Jingū-Stadion und das zugehörige Zweitstadion.